# Întorsura Buzăului
Întorsura Buzăului (en hongrois : Bodzaforduló) est une ville du județ de Covasna en Roumanie. La ville se situe au sud-est de la Transylvanie, au centre de la Roumanie. Bien qu'elle soit située dans le județ de Covasna, elle ne fait historiquement pas partie du Pays sicule.

## Géographie et climat

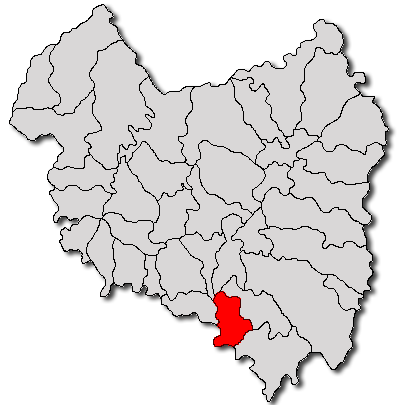
Întorsura Buzăului dans le județ de Covasna.

Întorsura Buzăului est située à 750 m d'altitude située au sein de la dépression du même nom.
La ville administre trois villages :
- Brădet
- Floroaia
- Scrădoasa

Du fait de son altitude, la ville connait régulièrement des records de température à l'échelle du pays et lui vaut le surnom de « petite Sibérie ». Le 8 février 2005, les relevés météorologiques indiquent une température record de −35,8 °C ; une telle température n'ayant pas été relevée depuis 1939.

## Démographie

### Ethnies
| Année, | Roumains | Roumains | Hongrois | Hongrois | Allemands | Allemands | Roms | Roms | Autres | Autres |
| Année, | Nb       | %        | Nb       | %        | Nb        | %         | Nb   | %    | Nb     | %      |
| ------ | -------- | -------- | -------- | -------- | --------- | --------- | ---- | ---- | ------ | ------ |
| 1850   | 1 147    | 99,14    | 2        | 0,17     | 1         | 0,09      | 6    | 0,52 | 0,09   | 1      |
| 1920   | 5 172    | 96,98    | 129      | 2,42     | 31        | 0,58      | –    | –    | 0,02   | 1      |
| 1930   | 3 239    | 94,05    | 111      | 3,22     | 25        | 0,73      | 40   | 1,16 | 0,84   | 29     |
| 1941   | 4 148    | 96,71    | 61       | 1,42     | 24        | 0,56      | –    | –    | 1,31   | 56     |
| 1956   | 4 447    | 96,23    | 79       | 1,71     | 10        | 0,22      | 83   | 1,80 | 0,04   | 2      |
| 1966   | 5 046    | 97,32    | 123      | 2,37     | 14        | 0,27      | –    | –    | 0,04   | 2      |
| 1977   | 6 231    | 95,26    | 74       | 1,13     | 4         | 0,06      | 228  | 3,49 | 0,06   | 4      |
| 1992   | 8 535    | 98,95    | 83       | 0,96     | 1         | 0,01      | 6    | 0,07 | 0,01   | 1      |
| 2002   | 8 853    | 99,18    | 57       | 0,64     | 0         | 0,00      | 15   | 0,17 | 0,01   | 1      |
| 2011   | 7 219    | 95,90    | 33       | 0,44     | 0         | 0,00      | 11   | 0,15 | 3,52   | 265    |